# Robert Hermann
Robert Joseph Hermann (ur. 12 sierpnia 1934 w Weingarten, Missouri) – amerykański duchowny katolicki, biskup pomocniczy Saint Louis w latach 2002-2010.

## Życiorys
Święcenia kapłańskie otrzymał 30 marca 1963 z rąk kard. Josepha Rittera i inkardynowany został do archidiecezji Saint Louis. Pełnił funkcje proboszcza w wielu parafiach archidiecezji, był także m.in. delegatem biskupim dla ruchów charyzmatycznych (1981-2002), a także wikariuszem generalnym archidiecezji (2002).
16 października 2002 papież Jan Paweł II mianował go biskupem pomocniczym St. Louis ze stolicą tytularną Zerta. Sakry udzielił mu ówczesny zwierzchnik archidiecezji abp Justin Francis Rigali. Na emeryturę przeszedł 1 grudnia 2010.